# Gonomyia (Leiponeura) gressitti
Gonomyia (Leiponeura) gressitti is een tweevleugelige uit de familie steltmuggen (Limoniidae). De soort komt voor in het Oriëntaals gebied.